# Hadrocryptus naranjis
Hadrocryptus naranjis là một loài tò vò trong họ Ichneumonidae.